# Constant d'estructura fina
La constant d'estructura fina o constant d'estructura fina de Sommerfeld, normalment denotada per α, és la constant física fonamental que caracteritza la intensitat de la interacció electromagnètica. Fou introduïda originàriament per Arnold Sommerfeld el 1916, com una mesura de les desviacions relativistes en les línies espectrals atòmiques respecte a les prediccions del model de Bohr.
La constant d'estructura fina és una quantitat adimensional, i el seu valor numèric és independent del sistema d'unitats utilitzat. El valor recomanat per CODATA el 2002 és
{\displaystyle \alpha =7,297352568(24)\times 10^{-3}={\frac {1}{137,03599911(46)}}\ }.
La constant es pot definir com
{\displaystyle \alpha ={\frac {e^{2}}{\hbar c4\pi \epsilon _{0}}}\ ={\frac {e^{2}}{2\epsilon _{0}hc}}}
on e és la càrrega de l'electró, {\displaystyle \hbar =h/(2\pi )\ } és la constant de Planck reduïda, c és la velocitat de la llum en el buit i ε0 és la permitivitat de l'espai lliure.
En unitats electroestàtiques cgs, la unitat de càrrega elèctrica (statcoulomb o ues de càrrega) es defineix de forma que el factor de permitivitat, 4πε0, és la constant adimensional 1. Llavors la constant d'estructura fina es pot expressar com
{\displaystyle \alpha ={\frac {e^{2}}{\hbar c}}\ }.
També es pot expressar com el quadrat del quocient entre la càrrega de l'electró i la càrrega de Planck.
{\displaystyle \alpha =\left({\frac {e}{q_{P}}}\right)^{2}\ }.